# Jalid bin Mohammad Al Attiyah
Jalid bin Mohammad Al Attiyah (en árabe: خالد بن محمد العطية‎) (9 de marzo de 1967) es un político catarí que se desempeñó como ministro de Relaciones Exteriores entre junio de 2013 y enero de 2016. Es el ministro de Estado para la Defensa de Catar desde enero de 2017.

## Biografía

### Primeros años y educación
Al Attiyah nació el 9 de marzo de 1967. Su familia pertenece a la tribu Banu Tamim, a la que también pertenece la familia gobernante de Catar, la Casa de Thani. Su padre fue el fundador de las Fuerzas Armadas de Catar.
Recibió una licenciatura en ciencias aéreas de la Academia del Aire Rey Faisal en 1987 y también un título de abogado en la Universidad Árabe de Beirut en 1993. Posee una maestría en derecho público (1991) y un doctorado en derecho (2006), ambos realizados en la Universidad de El Cairo.

### Carrera
Comenzó su carrera como piloto de caza y se unió a la Fuerza Aérea de Catar, donde sirvió de 1987 a 1995. Abandonó la fuerza aérea y estableció un estudio de abogados en 1995. De 2003 a 2008 fue el presidente del Comité Nacional de Derechos Humanos.
Luego se desempeñó como Ministro de Estado para la Cooperación Internacional de 2008 a 2011. Durante su mandato también sirvió como ministro interino de Negocios y Comercio. En 2009, se convirtió en miembro del consejo de administración de Silatech. También es miembro del consejo de administración y presidente del comité ejecutivo de la empresa Diar y miembro del consejo de administración de la compañía de electricidad y agua de Catar.
En una reorganización del gabinete ministerial en septiembre de 2011, Al Attiyah fue nombrado Ministro de Estado para Asuntos Exteriores en el equipo encabezado por el primer ministro Hamad bin Jassem bin Jabr Al Thani. El 26 de junio de 2013, Al Attiyah fue nombrado Ministro de Relaciones Exteriores en una nueva reorganización del gabinete, sustituyendo a Hamad bin Jassim Al Thani. El primer ministro desde entonces es Abdullah bin Nasser bin Khalifa Al Thani.
En una reorganización ministerial el 27 de enero de 2016, Al Attiyah fue reemplazado como Ministro de Relaciones Exteriores por Mohammed bin Abdulrahman Al Thani, y fue nombrado Ministro de Estado para la Defensa.